# 1682

## Събития
- Дворът на френския крал Луи XIV се премества във Версай.
- Дени Папен – френски лекар, изобретява тенжерата под налягане.
- Уилям Пен основава град Филаделфия.
- 1682 – 1725 – управление на цар Петър I

## Родени
- Йосиф Брадати, български книжовник
- 17 юни – Карл XII, шведски крал
- Бартоломю Робъртс – пират

## Починали
- На 27 април руския цар Фьодор II умира на 21 години.
- Евлия Челеби, Османски пътешественик
- 14 март – Якоб ван Ройсдал, холандски художник